# UKAS
UKAS (acrònim anglès de United Kingdom Accreditation Service) és l'única organització de normalització i certificació reconeguda pel govern britànic. S'encarrega d'avaluar la conformitat quant a qualitat de les normatives que apliquen a cada producte, organització o servei. Va ser creada l'any 1995 pel govern britànic i el ministeri de comerç i indústria.
Exemples de normatives són: ISO/IEC 17025 (laboratoris de calibració), ISO 15189 (laboratoris mèdics), ISO 9001 (qualitat de gestió), ISO 14001 (qualitat medioambiental), ISO 13485 (dispositius mèdics), ISO 22000 (seguretat alimentària), ISO 45001 (qualitat al sistema sanitari), ISO/IEC 27001 (qualitat als sistemes d'informació).